# 半嶺古道

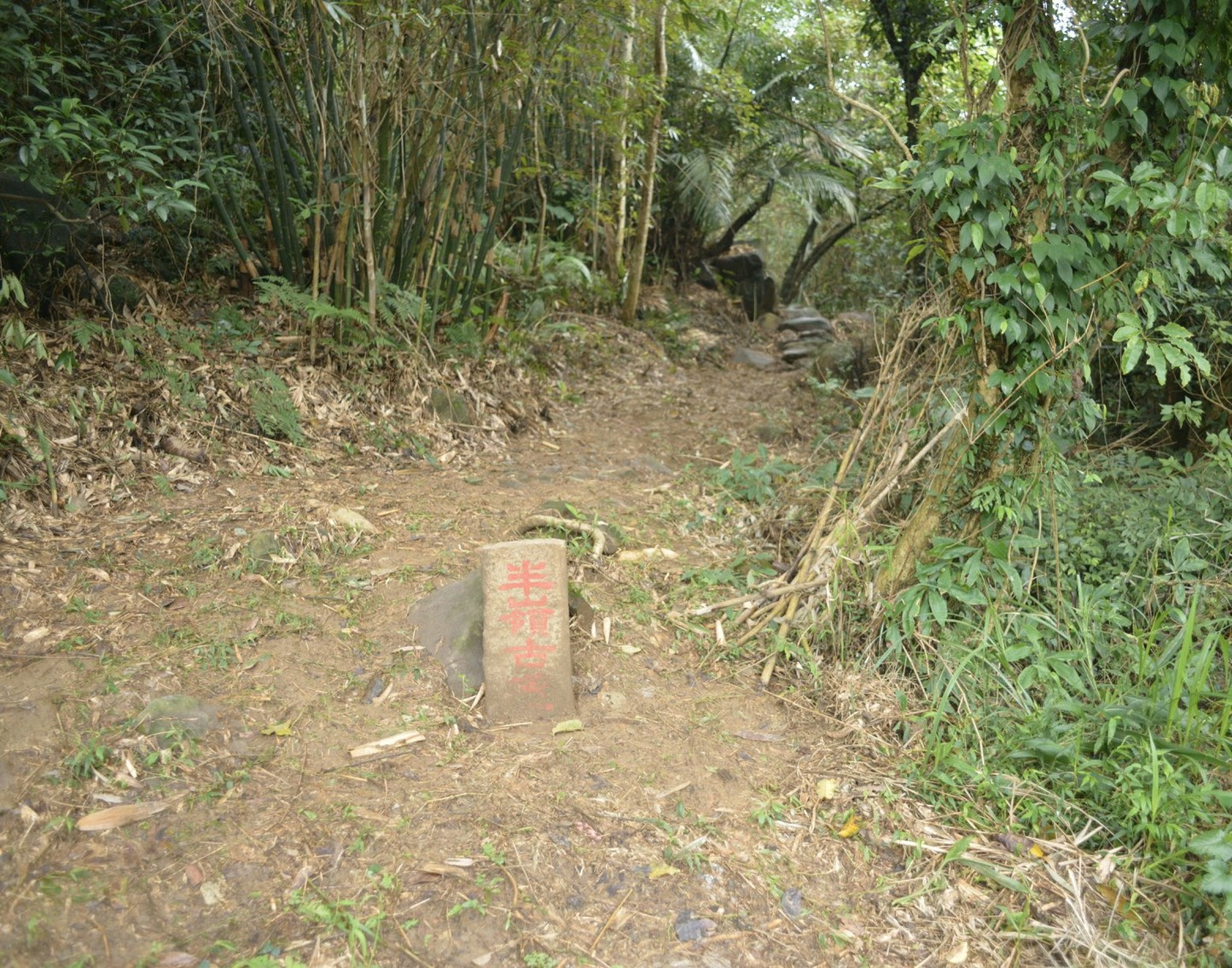
臺灣新北金山區半嶺古道入口碑石

半嶺古道，位於新北市金包里半嶺地區，自古即為凱達格蘭族交通及活動範圍，已知最遠可連結鄰近竹子山、阿里磅、小坑頭、五爪崙、西勢湖、葵扇湖與倒照湖（合稱「兩湖」）等地，目前仍保留有起自金包里三界壇聖德宮，終至石門妙濟寺一段，古道中點稱為「半嶺街仔」，分三岔路接往竹子山古道及魚路古道，另一分支則接往西勢湖及小坑、坪林（石門）等。

## 歷史沿革

### 半嶺歷史
金山半嶺地區原為凱達格蘭族活動範圍，於明末清初時，有福建漳州府陳氏家族自金包里移居半嶺頂角一帶，後陸續有嚴姓、賴姓、郭姓、李姓等先民屯墾，主要作物為茶葉（青心烏龍）、稻米、筊白筍、芋頭、甘藷、桶柑等。後有福建漳州府南靖縣陳姓移民入贅於凱達格蘭族林姓族人，並引進紅心烏龍、包種、鐵觀音等種茶，開創金包里茶區茶葉外銷歷史。根據日治時期台北州勸業課（1939）記載：昭和三十一年台北州茶苗品種栽培面積，石門庄有 926 甲、金包里庄的半嶺有 472 甲，兩區種茶面積約近 1,500 甲，更有超過九成以上之優良茶種比例（石門庄92.9%、金山庄97.4%），為大清帝國及日本政府主力外銷經濟作物，更是北臺灣最早開發的茶葉經濟專區，一時盛況空前。
當地於清治時期屬「西勢庄」，日治時期後則劃為台北州基隆郡「金山庄」，土地測量時以半嶺主峰為旗點，頂段稱為「頂角」，往下則稱「中角」，至平原處則稱「下角」。今半嶺地區則多指稱位於頂角（五爪崙）與中角及兩湖（倒照湖、葵扇湖）間之區域。

### 抗日史蹟
日治初期義民領袖簡大獅率眾抗日，頻繁活躍於金包里及鄰近大屯山區各古道，並伺機襲擊日軍。1896年，義軍攻擊駐守在金包里街慈護宮的日軍憲兵隊，引來日軍報復式的攻擊，縱火焚毀金包里市街，僅街口的慈護宮及少量建築倖存。根據半嶺地區耆老口述表示，簡大獅所率領之抗日義軍，曾於半嶺山區與日軍發生激烈戰鬥，造成近百人死傷。後由半嶺地方士紳陳路集合地方力量，將亡者屍骨安葬於半嶺古道旁，建有應公廟四時祭祀，而當時發生戰鬥的地方，亦稱為「應公坪」。

### 古道功能與整修
半嶺古道接通「金包里茶區」與「石門茶區」，是當地茶葉類經濟作物（包括鐵觀音、烏龍茶、包種茶及紅茶等）的運輸要道，而當地的農產品亦透過古道輸往金山、基隆等地。陳姓家族後人有陳登科者（1817年—1900年），依「三三三規劃原則」，將本區三分之一面積作為農田水利設施之用，另三分之一面積則種植茶葉類經濟作物，剩餘三分之一則維持原始林貌以涵養水土。
至茶葉產區沒落後，古道人行漸少而失修，於1960年代初，金山鄕兩湖村倒照湖士紳陳路等人，鑑於兩湖村、半嶺、阿里磅、坪林、西勢湖山區等地，農民出入交通不便、產業發展需求及學童上下學交通安全等問題，遂倡議推動半嶺古道改建工程計劃，動員數百名公工，整修古道並延展古道由三界壇至倒照湖、阿里磅、乾華等地區之產業道路，終點為今日核一廠處銜接淡金公路，另有分支至西勢湖五爪崙，途經今日半嶺山、法鼓山、金寶山等地。修復後之古道初期為泥土路徑，嗣後由金山鄕公所補助舖設碎石子路，至李登輝擔任省主席時期（1981年至1984年）部分路段始改善舖設為柏油路面，目前屬鄉道農路，分由新北市金山區及石門區公所負責養護工作。
古道中段有一清代留存之產業道路稱為「保甲路」，因路寬約為一根扁擔之距離，故當地居民舊稱為「挑擔路」，路旁則有「界字石碑」，為先民鑑界之界樁。沿途有三界壇草堂、土地公廟、雷公劈石、百二步嶺、半嶺街仔、小坑頭、妙濟寺等景點。

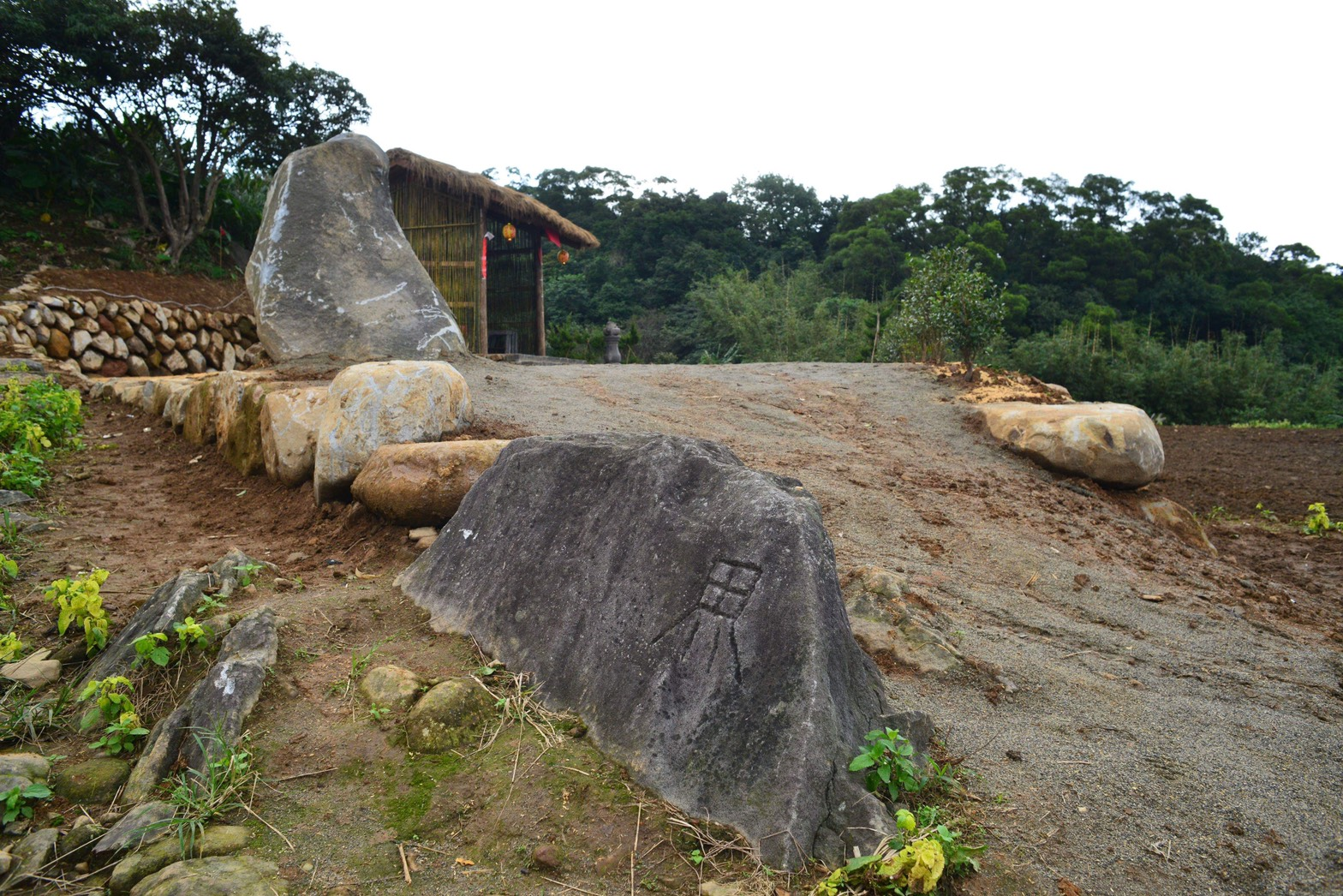
臺灣新北金山區半嶺古道三界壇草堂「界」字碑石

### 古道存續危機
半嶺古道部分路段係座落於祭祀公業李火德所有土地，經李氏前人應允捐地開路作為既成道路使用，2005年因李氏後人產權糾紛，部分土地已出售，目前產權仍存在爭議。

### 半嶺訪源
新近有金包里三界壇聖德宮為溯源該廟原址，號召信徒重新整闢半嶺古道至三界壇段，定期舉辦「半嶺訪源」活動。

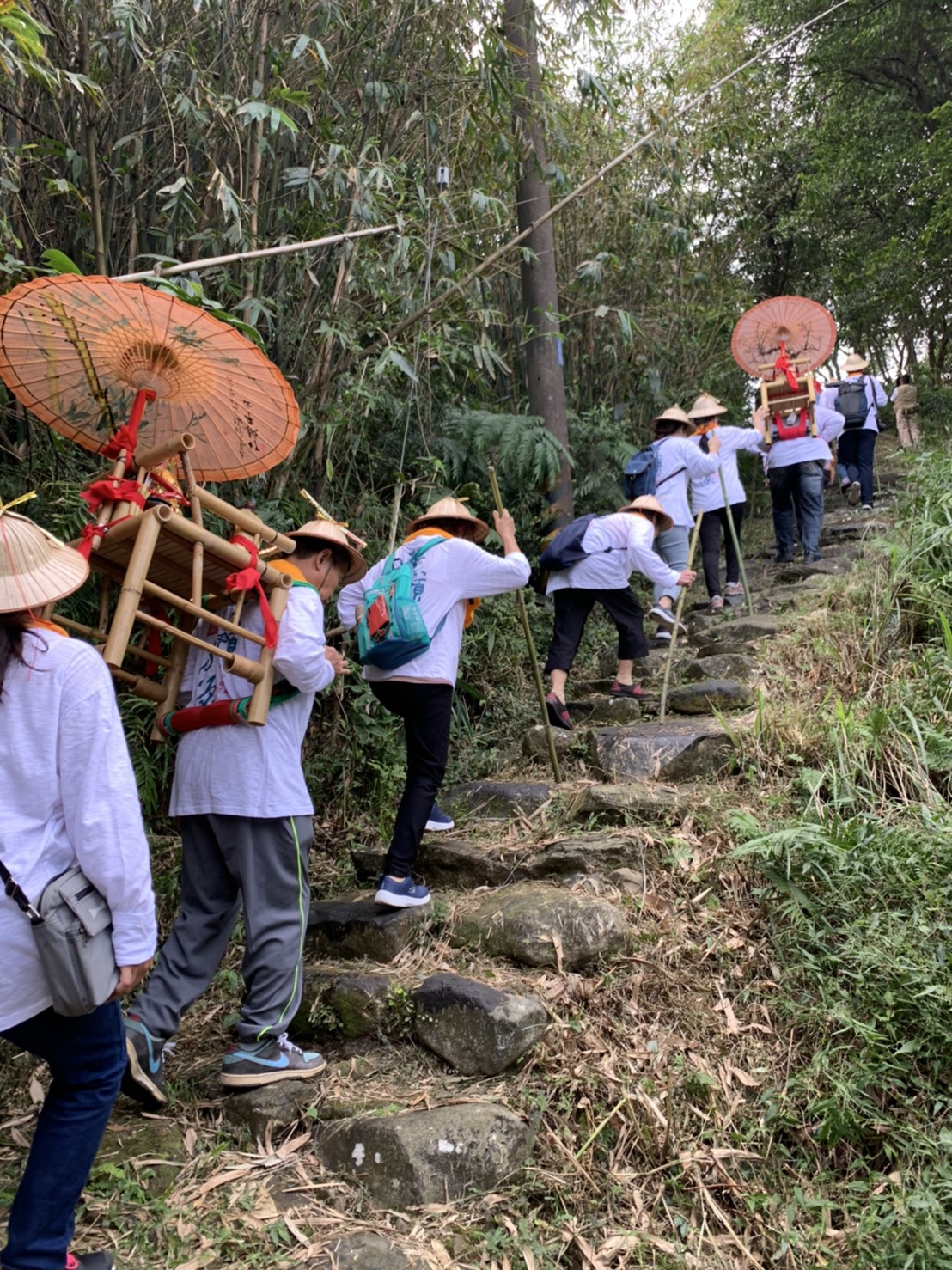
金包里聖德宮「半嶺訪源」活動